# Светско првенство у воденим спортовима 2019.
Светско првенство у воденим спортовима 2019. (енгл. 2019 World Aquatics Championships; кореј. 2019년 세계 수영 선수권 대회) осамнаесто је по реду такмичење за титуле светског првака у воденим спортовима у организацији Светске федерације водених спортова (ФИНА). Домаћин такмичења које се одржава од 12. до 28. јула је јужнокорејски град Квангџу, што је уједно био и први пут да је Јужна Кореја домаћин овог такмичења.
На првенству се такмичи преко 2.200 спортиста из више од 190 земаља, а спортисти се такмиче у 6 спортова и укупно 76 дисциплина: пливање (42 дисциплине), даљинско пливање (7 дисциплина), синхроно пливање (10 дисциплина), скокови у воду (13 дисциплина), слободни скокови у воду (2 дисциплине) и ватерполо (2 дисциплине).

## Избор града домаћина
Одлука о граду домаћину XVIII светског првенства у воденим спортовима донесена је 19. јуна 2013. на Генералном конгресу ФИНА у Барселони. На истом конкресу првобитно је одлучено да домаћин првенства 2021. буде мађарски главни град Будимпешта, али је две године касније због одустајања 
мексичке Гвадалахаре, која је требало да организује првенство 2017, домаћинство тог такмичења додељено Будимпешти.

## Град домаћин
Град Квангџу се налази у јужном делу Корејског полуострва и са око 1,5 милиона становника шести је по величини град у Републици Кореји. Град је основан још 57. године пре нове ере, а у дословном преводу са корејског језика његово име значи покрајина светлости (кореј. 광주시). Савремени град је подељен на 5 округа и значајан је индустријски и образовни центар.
Град је 2002. био један од кодомаћина Светског првенства у фудбалу чији су заједнички организатори били Јапан и Јужна Кореја, а такође је био домаћин и Летње универзијаде 2015. године.

### Спортски објекти
Централни спортски објекат је Центар за водене спортове где су се одржала такмичења у пливању и скоковима у воду, а у оквиру кога су постављена и два привремена базена за синхроно пливање и ватерполо. Такмичења у даљинском пливању на отвореним водама одржала су се у оближњем граду Јасу (кореј. 여수시; транс. Yeosu-si) у ком је одржана Светска изложба 2012. године.

## Сатница такмичења
Такмичења су се одржавала од 12. до 28. јула 2019. године.
| Јул              | 12. | 13. | 14. | 15. | 16. | 17. | 18. | 19. | 20. | 21. | 22. | 23. | 24. | 25. | 26. | 27. | 28. | Укупно |
| ---------------- | --- | --- | --- | --- | --- | --- | --- | --- | --- | --- | --- | --- | --- | --- | --- | --- | --- | ------ |
| Церемоније       | ●   |     |     |     |     |     |     |     |     |     |     |     |     |     |     |     | ●   | 76     |
| Пливање          |     |     |     |     |     |     |     |     |     | 4   | 4   | 5   | 5   | 5   | 5   | 6   | 8   | 42     |
| Даљинско пливање |     | 1   | 1   |     | 1   | 1   | 1   | 2   |     |     |     |     |     |     |     |     |     | 7      |
| Синхроно пливање | ●   | 1   | 1   | 2   | 1   | 1   | 1   | 1   | 2   |     |     |     |     |     |     |     |     | 10     |
| Скокови у воду   | ●   | 3   | 2   | 2   | 1   | 1   | 1   | 1   | 2   |     |     |     |     |     |     |     |     | 13     |
| Слободни скокови |     |     |     |     |     |     |     |     |     |     | ●   | 1   | 1   |     |     |     |     | 2      |
| Ватерполо        |     |     | Ж   | М   | Ж   | М   | Ж   | М   | Ж   | М   | Ж   | М   | Ж   | М   | Ж   | М   |     | 2      |

| ● | Церемонија отварања | ● | Прелиминарна такмичења | ● | Финала | ● | Церемонија затварања | М | Мушке дисциплине | Ж | Женске дисциплине |